# Ramón Pastor Llorens
Ramón Pastor Llorens fue un militar español que intervino en la Guerra civil.

## Biografía
Nacido en Ibi. Fue un militar procedente de milicias, alcanzando el rango de mayor de milicias. Destinado en el frente de Guadalajara, en diciembre de 1937 asumió brevemente el mando de la 136.ª Brigada Mixta, y en febrero de 1938 fue nombrado comandante de la 138.ª Brigada Mixta, también por breve tiempo. Desde comienzos de abril de 1938 pasó a mandar la 44.ª División, unidad con la que intervino en la Batalla del Ebro y en la Campaña de Cataluña.